# Cymolutes
Cymolutes Günther, 1861 è un genere di pesci di acqua salata appartenenti alla famiglia Labridae.

## Distribuzione e habitat
Questi pesci provengono dalle barriere coralline dell'oceano Pacifico e dell'oceano Indiano.

## Descrizione
Le specie di questo genere presentano un corpo compresso lateralmente, allungato ma non particolarmente alto, e con il profilo della testa arrotondato. La specie dalle dimensioni minori è C. lecluse, di 18 cm, le altre arrivano anche a 20.

## Tassonomia
Questo genere comprende soltanto 3 specie:
- Cymolutes lecluse
- Cymolutes praetextatus
- Cymolutes torquatus

## Conservazione
Tutte le tre specie sono classificate come "a rischio minimo" (LC) dalla lista rossa IUCN, perché non sono minacciate da particolari pericoli, anche se C. lecluse viene saltuariamente pescato per l'acquariofilia.